# Buick Invicta
La Invicta è un'autovettura full-size prodotta dalla Buick dal 1959 al 1963.

## Storia
La Invicta fu uno dei modelli eredi della Buick Century concept. Combinava la carrozzeria della Buick LeSabre con un motore V8 da 6,6 L di cilindrata. Per questo motivo la Invicta venne definita la "hot rod del banchiere", dato che la tipologia di vetture citata veniva realizzata utilizzando parti di carrozzeria e motori molto potenti provenienti da altri modelli. Esse però risultavano delle autovetture pesantemente elaborate e tutt'altro che eleganti, e quindi poco consone alle abitudini di un personaggio distinto come può essere un direttore di banca. La Invicta, quindi, nata dall'accoppiamento tra una carrozzeria proveniente da un altro modello a cui era aggiunto un motore potente era, per certi versi, quasi paragonabile ad una hot rod, anche se possedeva delle caratteristiche molto più sobrie. Questa definizione venne anche data alla Century. Il nome "Invicta" deriva dal latino, e significa "invincibile", "inconquistabile", "imbattibile".
Basata sul pianale B della General Motors, la Invicta fu offerta con un'ampia gamma di carrozzerie. Fu commercializzata, infatti, in versione cabriolet due porte, hardtop due e quattro porte, e familiare quattro porte. Le vendite non raggiunsero mai quelle della LeSabre o della Electra, ma furono consistenti grazie al tradizionale successo dei modelli Buick sportiveggianti di prezzo medio, categoria alla quale appartenevano la Invicta, la Century e la Wildcat. Dal 1960, fu offerto l'allestimento Invicta Custom, che comprendeva dei sedili singoli, una piccola console ed un sedile posteriore a divanetto con bracciolo centrale. Quest'ultimo era solo offerto su alcuni esemplari hardtop quattro porte, ma la restante parte dell'equipaggiamento menzionato era disponibile su tutte le versioni del modello.
Nel 1962 venne introdotta, all'interno della gamma della Invicta, la Wildcat. La Wildcat, che fu originariamente offerta con carrozzeria hardtop due porte, era dotata di interni migliori di quelli della Invicta Custom. A differenza di quest'ultima, possedeva una console più lunga dotata di contagiri e di leva del cambio. Inoltre, la Wildcat aveva installato dei fanali posteriori simili a quelli montati sulla Electra 225, piuttosto che dei gruppi ottici posteriori assomiglianti a quelli delle LeSabre/Invicta. Queste caratteristiche posero la Wildcat al passo con le concorrenti sportiveggianti. Nel 1963 la Wildcat diventò un modello a sé stante e sostituì la Invicta, uscita di produzione proprio nell'anno citato. Al momento del lancio, la Wildcat fu offerta anch'essa in versione hardtop due e quattro porte, oltre che cabriolet. Nell'ultimo anno di produzione, la Invicta fu disponibile solo in versione familiare a sei posti, dato che le altre versioni erano offerte con la Wildcat. Solo 3.495 esemplari di Invicta familiare furono prodotti nel 1963, dopo di cui il modello fu tolto dal mercato.

## La Buick Invicta Concept (2008)
Il nome Invicta fu riutilizzato dalla Buick per una concept car svelata al pubblico al Salone dell'automobile di Pechino del 2008. Il veicolo è stato progettato nei centri di design General Motors di Warren, nel Michigan, e di Shanghai, in Cina.
Questa concept car aveva installato un motore sovralimentato ad iniezione diretta da 2 L di cilindrata. Esso erogava 186 CV di potenza e 298 N•m di coppia. Questo propulsore era accoppiato ad un cambio automatico a sei rapporti. Inoltre, erano installate delle sospensioni anteriori MacPherson e delle sospensioni posteriori indipendenti, oltre che freni a disco sulle quattro ruote con ABS e cerchioni in alluminio.
Il design di questa concept car è stato in seguito utilizzato sulla seconda generazione della Buick LaCrosse.